# Jorge Neto (cantor)
| Jorge Neto                                |
| ----------------------------------------- |
|                                           |
| 3 de Dezembro de 1964,São Tomé e Príncipe |
| à 20 de fevereiro 2020, Lisboa, Portugal  |

Jorge Neto - nasceu 3 de dezembro de 1964 em São Tomé e Príncipe e morreu 20 de fevereiro de 2020 (55 anos) em Lisboa, Portugal.Jorge Neto foi um cantor cabo-verdiano.
Mesmo nascendo em São Tomé e Príncipe, Jorge Neto é mais conhecido como um cantor cabo-verdiano, sendo filho de mãe cabo-verdiana (ilha de Santo Antão) e de pai Santomense. Viajou ainda muito jovem para Portugal, onde estudou e depois emigrou para a Holanda, onde fez sucesso na música, enquanto vocalista da banda ''Livity''.
- Em 1987, Jorge Neto viajou pela primeira vez à Cabo Verde, onde participou do concurso musical “Todo Mundo Canta”. Saindo vitorioso, a sua personagem começou a fazer sucesso nas ilhas de Cabo Verde.
- Em 2016, Jorge Neto lançou o seu nono álbum "Nha Palco". Com mais de 30 anos de carreira ao longo da sua vida, o sucesso dele foi internacional: na Europa, África e América, principalmente junto da comunidade emigrante cabo-verdiana.
- Considerado como o "homem do palco", por ser um dos ou o primeiro artista cabo-verdiano e da comunidade PALOP que cantava e dançava ao mesmo tempo, sendo assim o Rei nesse aspecto.

```
[
1
]
```